# Bop Doo-Wopp
Bop Doo-Wopp è un album del gruppo vocale statunitense The Manhattan Transfer, pubblicato nel 1984 dalla Atlantic Records.

## Il disco
Già nel titolo l'album è un omaggio dei Manhattan Transfer al genere del doo-wop, ma contiene, come sempre, anche molti riferimenti più tipicamente jazzistici. Il disco non ebbe il successo commerciale sperato, di molto inferiore al precedenti Mecca for Moderns, e peggiorò il risultato di Bodies and Souls non raggiungendo posizioni elevate nelle classifiche di vendita americane.
Il disco fu assemblato da Tim Hauser mettendo insieme alcuni pezzi registrati dal vivo e altri provenienti da sessioni in studio. Cinque brani, Route 66, Jannine, How High the Moon, Heart's Desire e That's the Way It Goes furono registrati dal vivo in Giappone nel novembre del 1983. Il materiale registrato in quell'occasione fu poi utilizzato nel 1996 per l'album dal vivo Man-Tora! Live in Tokyo. The Duke of Dubuque fu incisa sempre dal vivo a Boston per il programma televisivo Evening at Pops della rete PBS con il quartetto vocale accompagnato dalla Boston Pops Orchestra, sottosezione della Boston Symphony Orchestra. La musica di My Cat Fell in The Well fu registrata nel 1976 durante le sessioni di Coming Out, il secondo album dei Manhattan Transfer, mentre le parti vocali furono incise ex novo nel 1984. Gli altri brani del disco furono incisi in studio a New York in varie sessioni nel 1984 e Safronia B fu incisa a Sydney nel 1983. Sostanzialmente un disco dal vivo con alcuni pezzi in studio come lo definì Alan Paul.
L'omaggio al doo-wop è evidente poiché alcune canzoni sono dedicate a vecchie e in parte sconosciute formazioni vocali del passato. The Avalons, a cui è dedicata Heart's Desire, canzone che proviene dal loro repertorio, furono un gruppo rhythm 'n' blues e gospel attivo a partire dal 1947 fino al 1959. The Four Vagabond furono invece un gruppo vocale jive attivo negli anni quaranta che incisero The Duke of Dubuque nel 1942.
Di un altro gruppo vocale doo-wop, The Harptones, è  That's the Way It Goes, incisa nel 1957 e poi ripresa dai Criterions, il primo gruppo vocale di Tim Hauser, nel 1959.
Tra le tantissime versioni di Unchained Melody, canzone del 1955 divenuta uno standard dopo il successo della versione soul dei The Righteous Brothers del 1965, i Manhattan Transfer decisero di prendere come riferimento quella in stile doo-wop di Vito & The Salutations che ebbe un buon successo nel 1963 raggiungendo la posizione 66 della Hot 100 di Billboard.
The Capris sono un gruppo doo-wop formato da italoamericani fondato a New York nel 1957 e ancora attivo alla fine degli anni 2000. Dal loro repertorio proviene The Morse Code of Love, ribattezzata per la versione dei Manhattan Transfer Baby Come Back to Me e incisa dai The Capris nel 1982. Baby Come Back to Me fu l'unico singolo estratto da Bop Doo-Wopp e raggiunse la posizione 83 della Hot 100 di Billboard.
Route 66 è un vecchio successo di Nat King Cole che la incise nel 1946 raggiungenedo i vertici delle classifiche statunitensi. Dedicata alla celebre strada che storicamente collegava Chicago a Los Angeles, la canzone divenne presto uno standard del rhythm 'n' blues e del rock e fu incisa da Chuck Berry e da decine di altri artisti, fino diventare il tema portante del film di animazione Cars - Motori ruggenti del 2006 dove è presente sia nella versione di Berry che in una nuova versione di John Mayer che per questo ottenne una nomina ai Grammy Award per la miglior interpretazione vocale rock maschile.
I Manhattan Transfer la incisero nel 1981 per la colonna sonora del film Pelle di sbirro con Burt Reynolds del 1981. La canzone fu pubblicata anche su un 45 giri che raggiunse la posizione 78 nella Hot 100 di Billboard nel 1982. Per la loro versione di Route 66 i Manhattan Transfer vinsero il loro quarto Grammy Award per la miglior interpretazione jazz vocale di gruppo o in duo. La versione di Route 66 presente in questo album non è però quella originale in studio che fu pubblicata in un album del quartetto solo nel 1992 all'interno della doppia raccolta Anthology: Down in Birdland.
Il divertente rhythm 'n' blues Safronia B, incisa dai Manhattan Transfer in studio a Sydney, è un vecchio successo del trombettista Calvin Boze che la portò al successo nel 1950.
My Cat Fell in The Well (Well! Well! Well!) è una canzone del repertorio del quartetto vocale The Merry Macs (a volte indicati come The Merry Macks) che la incisero nel 1939.
Anche se il disco è principalmente dedicato al doo-wop, non mancano momenti di grande spessore jazzistico. How High the Moon è dedicato a Ella Fitzgerald che rese la canzone un classico del jazz mescolando scat, vocalese e citazioni be bop. La versione dei Manhattan Transfer è ricca di riferimenti boppistici ed è sostenuta ritmicamente dalla chitarra di Wayne Johnson e dalla voce di Janis Siegel sempre a suo agio nel riproporre brani di Lady Ella (in Pastiche aveva già interpretato In a Mellow Tone dedicandola alla grande cantante). Il gruppo inserì il brano nel suo repertorio dopo averla interpretata insieme a Ella Fitgerald alla cerimonia di consegna dei Grammy Awards del 1983.
Uno dei momenti più interessanti del disco è la lunga sequenza scat di Jeannine, un brano composto dal pianista Duke Pearson e incisa tra gli altri da Cannonball Adderley nel 1960. Il quartetto si basò sulla versione vocale del brano realizzata da Eddie Jefferson, in uno scatenato assolo vocale nel quale Cheryl Bentyne si produce in altissimi acuti replicando il fraseggio del sassofono contralto di Cannonball Adderley e della cornetta del fratello Nat mentre gli altri tre Transfer la sostengono con una robusta base hard bop.
Heart's Desire, insieme a Route 66, è l'unico brano del disco non inedito. Nella sua versione originale in studio fu inciso per l'album di debutto dei Manhattan Transfer del 1975 e una precedente versione dal vivo fu inserita nel primo album live del gruppo nel 1978. In entrambi i casi la canzone era interpretata da Laurel Massé, mentre in questa versione fu interpretata dalla sua sostituta Cheryl Bentyne.
Nel retro della copertina di Bop Doo-Wopp sono riprodotte alcune immagini riferite alle precedenti esperienze musicali dei componenti del quartetto. Cheryl Bentyne appare in una immagine del 1975 con la sua precedente formazione, la New Deal Rhythm Band e Janis Siegel con il trio vocale di adolescenti con cui aveva esordito, The Young Generation, in una immagine del 1965. Alan Paul compare nelle vesti di Johnny Casino in una foto promozionale del musical Grease nel quale aveva recitato a Broadway nella prima edizione del 1972. Tim Hauser appare invece in una immagine del 1959 con i Criterions, il suo primo gruppo vocale.

## Tracce
1. Route 66 - (Bobby Troup) - 3:20
2. Jeannine - (Duke Pearson, Oscar Brown Jr.) - 5:30
3. My Cat Fell in The Well (Well! Well! Well!) - (T. Shand, B. Moll, D. Robertson) - 2:45
4. The Duke of Dubuque - (James Marchant, Larry Royal, Billy Faber) - 2:20
5. How High the Moon - (Nancy Hamilton, Morgan Lewis) - 1:58
6. Baby Come Back to Me (The Morse Code of Love) - (Nick Santamaria) - 2:52
7. Safronia B - (C. Boze) - 2:08
8. Heart's Desire - (Hugh Lewis, George Cox, James Dozier, Ralph Ingram, Bernard Purdie) - 2:40
9. That's the Way It Goes - (R. Cita, D. Parker, M. Levy) - 2:49
10. Unchained Melody - (Alex North, Hy Zaret) - 2:30

## Formazione
- The Manhattan Transfer - voce, arrangiamento vocale (#6, #10)
  - Cheryl Bentyne
  - Tim Hauser - arrangiamento (#1), arrangiamento vocale (#8-9)
  - Alan Paul
  - Janis Siegel - arrangiamento (#1), arrangiamento vocale (#3-5, #8)
- The Manhattan Transfer Band
  - Yaron Gershovsky - tastiere e direzione musicale, arrangiamento (#2, #5-7, #9-10)
  - Wayne Johnson - chitarra, arrangiamento (#4)
  - Tom Kellock - sintetizzatore
  - Art Rodriguez - batteria
  - Alex Blake - basso elettrico e contrabbasso
  - Don Roberts - sassofono e flauto
- Ira Newborn - chitarra (#3), arrangiamento (#3, #8)
- Andy Muson - contrabbasso (#3)
- John Mayer - pianoforte (#3)
- Jim Nelson - batteria  (#3)
- Snuff Garret - arrangiamento (#1)
- Al Capps - arrangiamento vocale (#1)
- Richie Cole - arrangiamento vocale (#2)
- Phil Mattson - arrangiamento vocale (#2)

## Edizioni
- 1985 – LP, Atlantic Records 81233-1
- 1990 – CD, Atlantic Records 81233-2

### Singoli
- 1984 – Baby Come Back To Me (The Morse Code of Love) / That's The Way It Goes, 45gg, Atlantic Records 7-89594, USA